# Microdrosophila peniciliata
Microdrosophila peniciliata är en tvåvingeart som beskrevs av De och Gupta 1994. Microdrosophila peniciliata ingår i släktet Microdrosophila och familjen daggflugor. Inga underarter finns listade i Catalogue of Life.